# Dorfkirche Dargersdorf

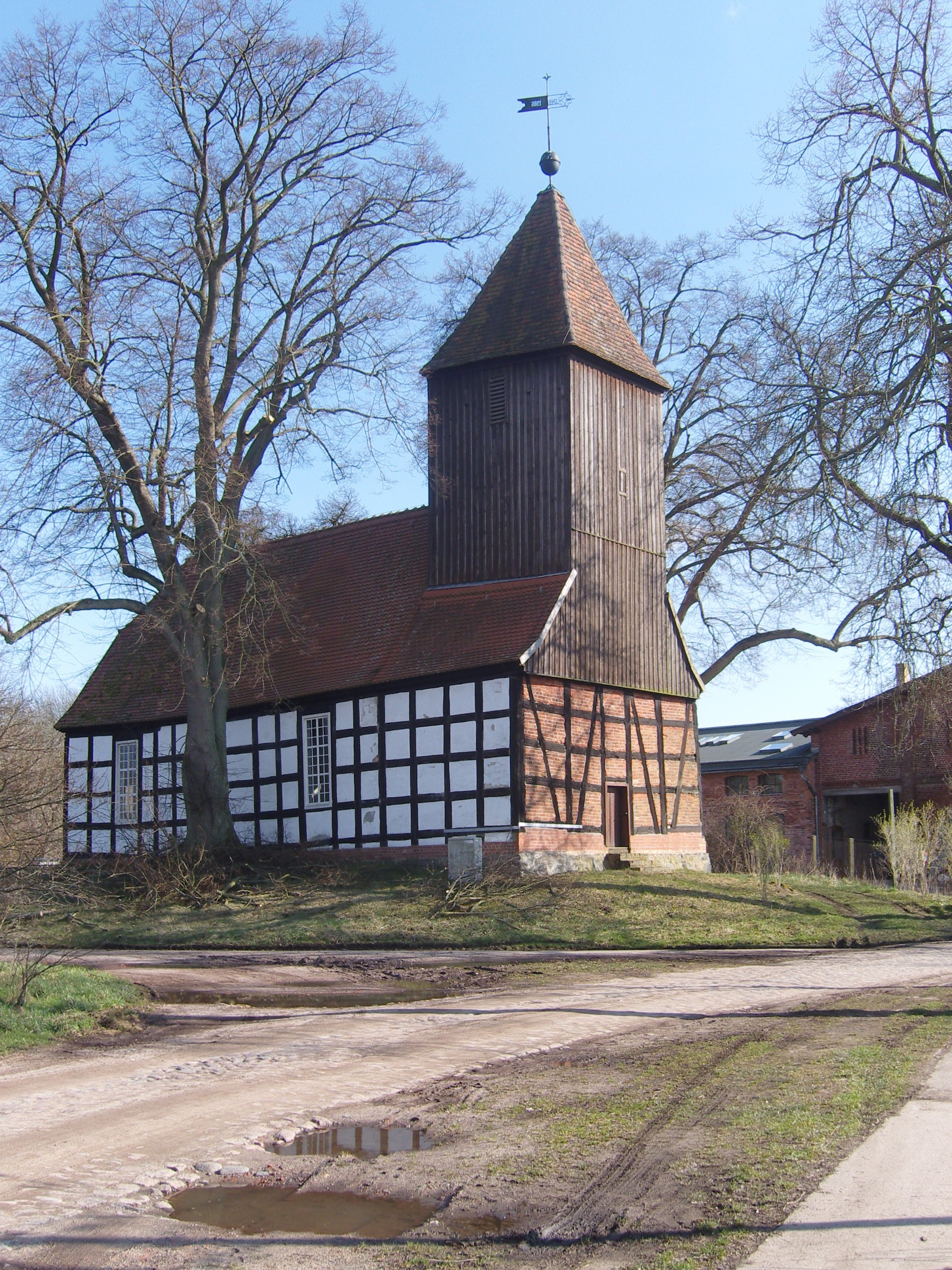
Dorfkirche Dargersdorf

Die evangelische, denkmalgeschützte Dorfkirche Dargersdorf steht in Dargersdorf, einem Gemeindeteil des Ortsteiles Vietmannsdorf der Stadt Templin im Landkreis Uckermark von Brandenburg. Die Kirche gehört zur Kirchengemeinde Polsensee im Pfarrsprengel Hammelspring im Kirchenkreis Oberes Havelland der Evangelischen Kirche Berlin-Brandenburg-schlesische Oberlausitz.

## Geschichte
Eine erste Kirche im Dorf wurde im Dreißigjährigen Krieg zerstört; der Nachfolgebau brannte ab. Die heute noch vorhandene Fachwerkkirche entstand im Jahr 1734.
Gegen Ende des Zweiten Weltkrieges wurde die Kirche beschädigt, als Truppen der Roten Armee das in der Nähe befindliche Gut Carinhall von Hermann Göring unter Beschuss nahmen. Das Bauwerk verfiel, wurde im Jahr 1953 wegen Baufälligkeit zeitweise geschlossen und nur notdürftig repariert.
Im Jahr 2012 stellten Anwohner fest, dass sich der Turm neigte und in das Kirchenschiff zu stürzen drohte. Daraufhin wurde das Geläut außer Betrieb genommen. Nach 2015 entschied der Gemeindekirchenrat, den Turm abzutragen und bis 2021 neu aufzubauen. Bei den Arbeiten entdeckten Zimmerer, dass sich die Holzschädlinge aus dem Turm bereits auch im Kirchenschiff ausgebreitet hatten. Damit war es erforderlich, für rund 520.000 Euro das Kirchenschiff zu sanieren. Bei den Vermessungen zeigte sich, dass sich das Gebäude in den letzten Jahrzehnten um 27 Zentimeter geneigt hatte. Mit Hilfe hydraulischer Werkzeuge wurde das Bauwerk im Jahr 2024 innerhalb von vier Wochen einseitig angehoben. Die Gesamtkosten beliefen sich auf rund 970.000 Euro. Nach Abschluss dieser Arbeiten ist geplant, die elektrische Anlage in der Kirche zu erneuern und einen neuen Holzboden im Schiff zu verlegen.

## Beschreibung
Aus dem Satteldach ihres Langhauses erhebt sich im Westen ein quadratischer verbretterter Dachturm, der mit einem Pyramidendach bedeckt ist. Der Innenraum ist mit einer hölzernen Decke überspannt, die längs und quer auf je einem Holzbalken sitzt. Der Längsbalken wird von einer runden Stütze getragen. Im Westen befindet sich eine Empore. Zur Kirchenausstattung gehört auch ein Positiv. Im Ostteil des Innenraums wurde ein Gemeinderaum abgetrennt.